# Borg Invasion 4-D
『Borg Invasion 4-D』（ボーグ・インベージョン 4D）とは、SFテレビドラマ『スタートレック:ヴォイジャー』を原案とする、3Dムービーアトラクション。

## 概要
2008年秋までラスベガス・ヒルトンで催されていた、『Star Trek: The Experience』のアトラクションの1つ。観客は3D映画を鑑賞する他、実際にボーグ・ドローンに扮した役者に追い掛けられ施設内を逃げ回ったりなどする。
製作総指揮はチャールズ・マイヤーズ、プロデューサーはデビッド・ロッシとリンダ・ダネット、監督はタイ・グラナノリ。パラマウントスタジオが全面協力しており、ダン・カリーやハーマン・ジマーマンなどシリーズのスタッフも製作に参加している。
なお「4D」とは、3D映像に加えて座席の振動等で観客に体感を与える作品形態のことである。

## ストーリー
U.S.S.ヴォイジャーのデルタ宇宙域帰還後、ボーグ研究は飛躍的に進み、ごく少数ながら地球人の中にボーグの同化プロセスに対して強い抵抗力を持つ個体が存在することが判明した。宇宙艦隊は彼らを研究し対ボーグの切り札とする「プロジェクト・レジスタンス」を発足する。宇宙艦隊からの協力要請にこたえた遺伝特質保有者たちがコペルニクス基地に集まり研究が始まるが、基地はボーグ・クイーンみずからが指揮するボーグ・キューブの攻撃を受ける。

## 登場人物
キャスリン・ジェインウェイ（ケイト・マルグルー）
宇宙艦隊中将、U.S.S.ヴォイジャー艦長。
ドクター（ロバート・ピカード）
緊急用医療ホログラム。コペルニクス基地勤務、プロジェクト・レジスタンスに参加。
ボーグ・クイーン（アリス・クリーグ）
ボーグの指導者。宇宙艦隊のプロジェクト・レジスタンスを察知し、コペルニクス基地を襲う。

## 撮影
- 映像の制作が行われた2002年当時、立体映像の撮影には大規模な機材が必要なため撮影者が頻繁に動くことは困難だったが、本作において初めてステディカムによる立体映像撮影が試みられた。[1]。
- 映像中に多数登場するボーグ・ドローンは、『スタートレック ファーストコンタクト』でボーグ・ドローン役だった役者たちが制作会社によって集められ演じている。[2]。